# 착취 영화

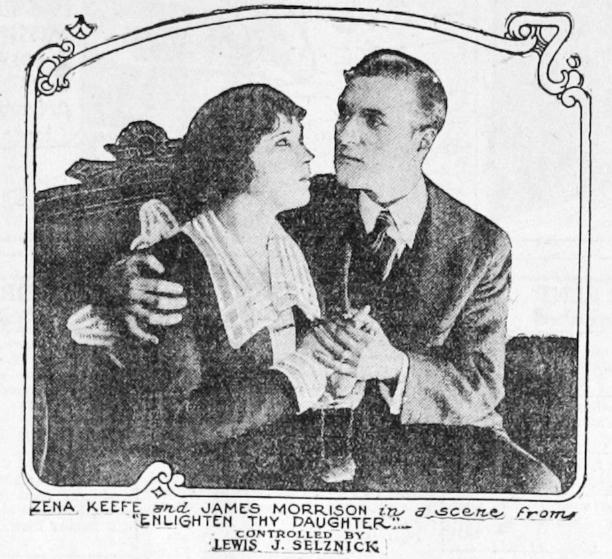

착취 영화(영어: exploitation film)는 유일하게 금전적 이익을 위해 동시대의 사회 문제 등을 영화의 소재로 이용하거나 비교적 외설적인 면에 국한하는 등 감각적인 측면을 가진 영화를 말한다.

## 같이 보기
- 영화 제작
- 어린이 신부